# Neville Francis Fitzgerald Chamberlain
Sir Neville Francis Fitzgerald Chamberlain, född 13 januari 1856 i Birmingham, Warwickshire, död 28 maj 1944 i Ascot, Berkshire, var en brittisk militär känd som uppfinnaren av snooker.

## Biografi
Chamberlain utbildade sig vid Brentwood School i Essex. 1873 tog han värvning i armén som fänrik och tjänstgjorde i Indien. 1875 kom han på vad som kom att bli modern snooker genom att introducera färgade bollar till black pool. Chamberlain bevistade andra anglo-afghanska kriget och innehade flera höga poster inom det militära. År 1900 utnämndes han till generalinspektör för Royal Irish Constabulary från vilket han begärde avsked 1916.

## Familj
Neville Chamberlain var son till överstelöjtnant Charles Francis Falcon Chamberlain och Marion Ormsby Chamberlain. Han var brorson till fältmarskalken sir Neville Bowles Chamberlain samt kusin till Basil Hall Chamberlain och Houston Stewart Chamberlain. Chamberlain gifte sig den 1 september 1886 med Mary Henrietta Hay, dotter av generalmajor A. C. Hay. De fick en dotter som gifte sig med Clive Wigram, 1:e baron Wigram.

## Utmärkelser
Chamberlain mottog under sin karriär flera medaljer och ordnar. Bland de inkluderas companion av Bathorden år 1900 (knight commander av samma orden 1903, vilket berättigade honom till prefixet sir) och knight commander av Victoriaorden år 1911. Han mottog även Afghanistanmedaljen, Drottningens Sydafrikamedalj samt Kungens polismedalj.